# Port Camargue

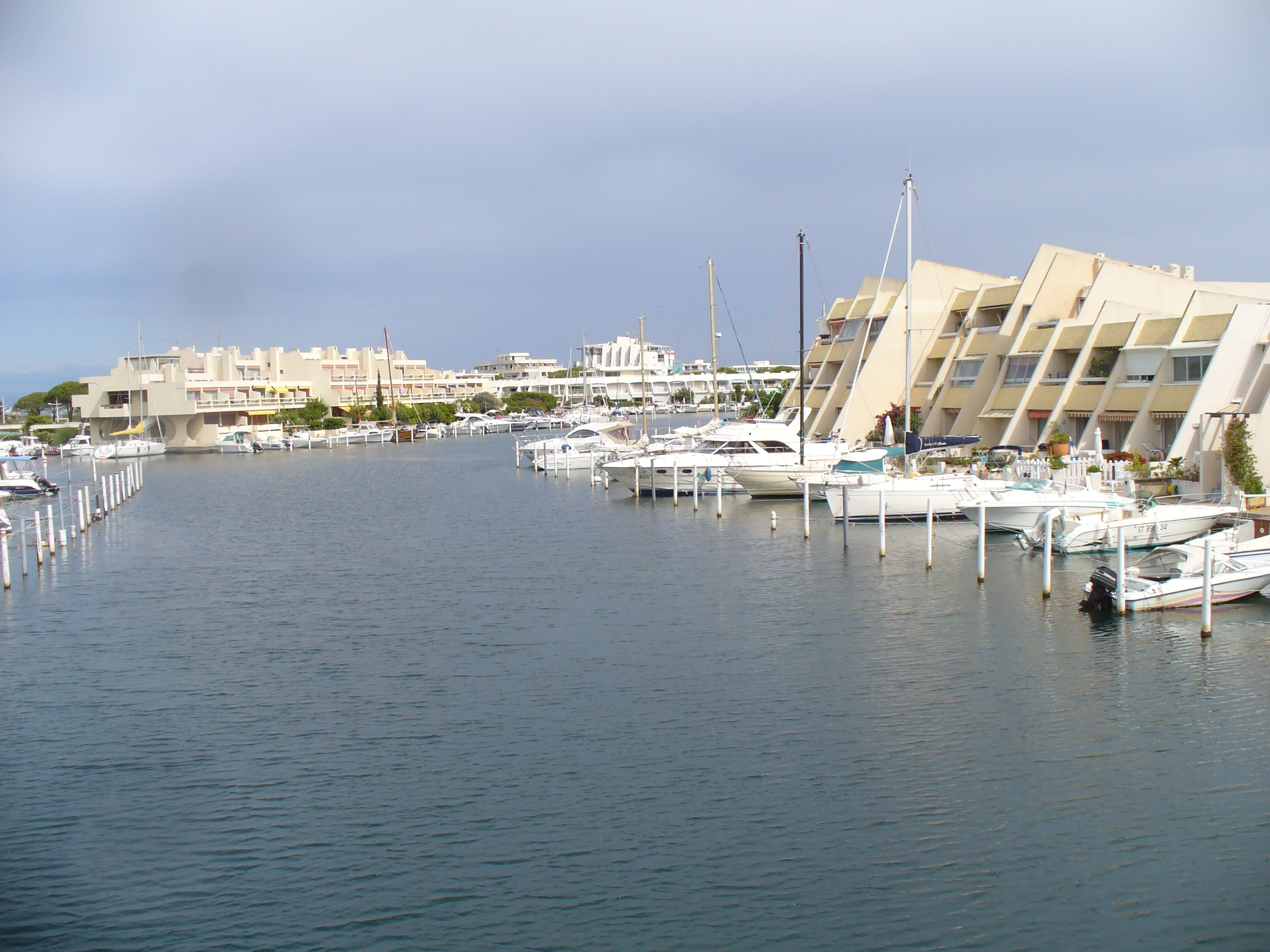
Marina in Port Camargue

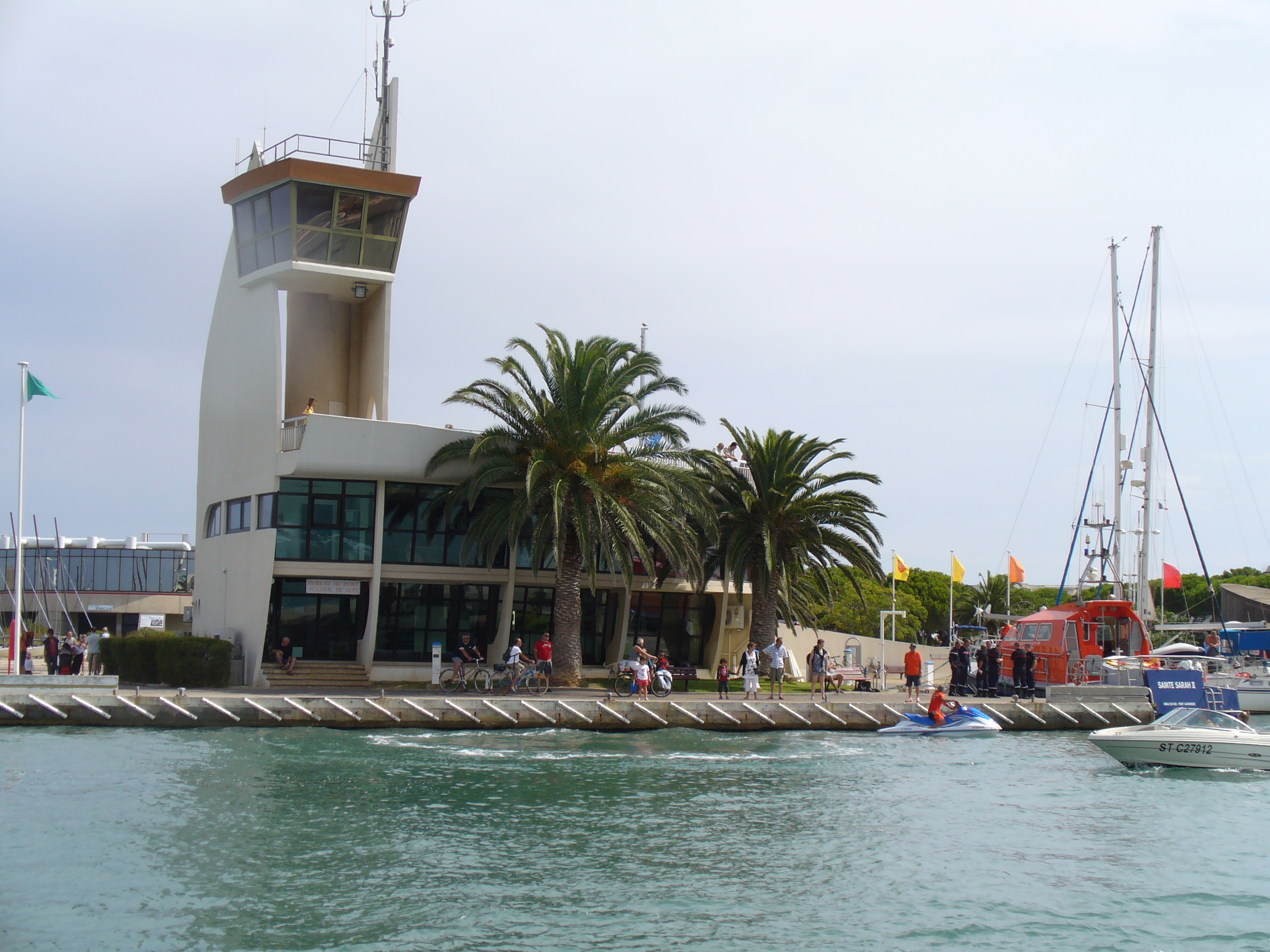
Hafenamt

Port Camargue ist ein Stadtteil der französischen Stadt Le Grau-du-Roi und ein Yachthafen an der Mittelmeerküste des Golfe du Lion.

## Geschichte
Die Handelskammer von Nîmes (CCI de Nîmes) startete im Jahr 1963 das Projekt zur Schaffung einer Marina in einem Außenbereich von Le Grau-du-Roi. Mit der Planung wurde der Architekt Jean Balladur beauftragt, der bereits die in der Nähe gelegene Stadt La Grande-Motte entworfen hatte. Der Bau begann 1969 mit der Gründung der Hafenbecken, Kais und Stege. Danach wurden erste Yachthäfen gebaut. 1974 entstand schließlich das Hafenamt. Ab 1980 wurde der zweite Teil der Marinas gebaut und 1985 war der ursprüngliche Bauplan der Handelskammer von Nîmes abgeschlossen. Wegen der großen Nachfrage wurden zahlreiche ergänzende Marinas und noch ein zweiter Hafen gebaut. Es entstanden daneben Appartementhäuser und Villen.

## Wirtschaft
Mit 4600 Liegeplätzen ist Port Camargue einer der größten Yachthäfen Europas. Mehr und mehr dauerhafte Bewohner haben sich hier niedergelassen und die Geschäftstätigkeit wird intensiviert (mit mehr als hundert Geschäften). Der Tourismus, verbunden mit Jachthafen und Wassersport sind der wesentliche Grund für den Aufschwung von Port Camargue.
Eine Rolle spielen auch die zahlreichen und riesigen Campingplätze und die großen Strände (von denen sich der Espiguette-Strand von hier bis nach Saintes-Maries-de-la-Mer erstreckt).